# A Good Kiss
„A Good Kiss” este un cântec R&B al interepretei belgiene Hadise. Piesa a fost lansată ca cel de-al șaselea disc single al artistei, fiind inclus pe cel de-al doilea album de studio, material denumit după cântăreață. „A Good Kiss” a debutat pe locul 49 în Flandra, urcând până pe locul 28. De asemenea, piesa a obținut locul 6 în Turcia.

## Clasamente
| Clasament                 | Poziția maximă | Referință |
| ------------------------- | -------------- | --------- |
| Ultratop 50 Singles Chart | 28             | [ 2 ]     |
| Turkey Top 20 Chart       | 6              | [ 3 ]     |